# Hiroshi Araki (astronomo)
| 26887 Tokyogiants | 14 ottobre 1994 |
| 46632 RISE        | 14 ottobre 1994 |
| 100267 JAXA       | 14 ottobre 1994 |

Hiroshi Araki (荒木 博志 Araki Hiroshi; ...) è un astronomo giapponese.
Lavora all'osservatorio di Misuzawa, ha partecipato agli staff delle missioni delle sonde Hayabusa e SELENE.
Il Minor Planet Center gli accredita la scoperta di tre asteroidi, effettuate tutte nel 1994, in collaborazione con Isao Satō e Masanao Abe.
Non deve essere confuso con l'omonimo astrofilo giapponese cui è stato dedicato l'asteroide 8707 Arakihiroshi.